# 莫德纳
莫德纳（英語：Moderna），是一家总部位于美国马萨诸塞州剑桥市的跨國制药、生物技术公司，專注於癌症免疫治療，包括基於信使核糖核酸的藥物發現、藥物研發和疫苗技術。
2019冠状病毒病莫德納疫苗的奈米顆粒可將經人工合成的核苷酸修飾mRNA（稱為modRNA）放入人體細胞中。然後，這種mRNA指揮細胞產生免疫反應。該技術平臺是一項新技術，此前由於將mRNA放入細胞時會產生副作用而被一度棄用。

## 歷史

### 技術儲備期（2010年 - 2016年）
2010年，幹細胞生物学家德里克·罗西为将自己的研究商业化，创建莫德納醫療（ModeRNA Therapeutics）。莫德納意為信使核糖核酸，即該公司的核心技術。
德里克·羅西開發了一種修飾mRNA的方法——首先將其轉染到人類細胞中，然後將其分化為幹細胞，然後再將其進一步分化為所需的靶細胞類型。德里克·羅西向哈佛大學的同僚史蒂芬·斯普林格求助，後者向肯尼思·錢、鮑勃·蘭格和風險投資公司Flagship Ventures尋求共同投資。
2011年，Flagship Ventures（現為Flagship Pioneering）的執行長努巴·阿費揚任命了歐洲製藥銷售和運營主管斯特凡·班塞爾(Stéphane Bancel)為執行長。阿費揚個人擁有莫德納的19.5％的股份，是最大的單一股東，而他的基金旗艦創業公司則擁有18％。
2013年3月，莫德納與阿斯利康簽署了一項為期五年的獨家選擇權協議，以發現、開發和商業化mRNA，將其應用於在心血管、代謝、腎臟疾病及特定癌症的治療領域。根據協議，阿斯利康須向莫德納支付2.4億美元的預付款，且須購入莫德納8%的股份。截至2020年5月，只有代號為AZD8601的用於心肌缺血治療的候選mRNA通過了臨床I期試驗。
2014年1月，莫德納和瑞頌製藥簽署了一項價值1.25億美元的協議，用於急需治療方法的罕見病。瑞頌向莫德納支付了1億美元，購買後者的mRNA治療平台的10個產品開發期權，用於治療包括克果納傑氏症在內的罕見病。
到2016年，斯特凡·班塞爾告訴摩根大通的投資者，與瑞頌製藥的合作將很快進入人體試驗階段。但是，到了2017年，該項目已被取消，因為動物實驗表明莫德納的治療方法永遠不可能達到足以用於人類的安全水平。
2014年，在令人失望的獨立治療性試驗之後，莫德納轉而著眼於mRNA疫苗，因為除了療效問題之外，mRNA總是會刺激受試者體內產生抗體。鑑於疫苗開發的利潤空間較低，一些資深員工和行業專家對公司的未來生存能力提出質疑。德里克·羅西離開了公司。
2016年2月，《自然》雜誌的一篇社論對頁版批評莫德納與大多數其他新興和成熟的生物技術公司迥異，從不發表任何關於其技術的經同行評議的論文，並將其與極富爭議的塞若納斯相提並論。

### 上市期（2018年 - 2020年）
在2018年，公司更名為莫德納公司（Moderna Inc.），並進一步增加了疫苗開發項目。 2018年12月，莫德納在納斯達克上市，創造了首次公開募股，以每股23美元價格發行了2700萬股，共募集6.21億美元，其規模為生物技術領域的歷史之最。這也意味著整個公司的整體估值為75億美元。
2019年美國證監會的年終文件顯示，自成立以來，莫德納累計虧損15億美元，僅2019年就虧損5.14億美元，自2010年以來籌集了32億美元的股權。截至2020年12月，莫德納的估值為600億美元。
2020年3月，在特朗普政府與製藥業高管之間的白宮會議上，班塞爾稱莫德納可以在幾個月內拿出2019冠狀病毒病疫苗。次日，美國食品藥品監督管理局（FDA）批准了莫德納候選疫苗的臨床試驗，隨後莫德納獲得了曲速行動提供的4.83億美元投資。莫德納董事會成員蒙瑟夫·斯勞宜被任命為曲速行動的首席科學家。

### 後疫情時代（2021年 - ）
2021年8月，其人类呼吸道合胞病毒疫苗 (mRNA-1345)获得美国食品药品监督管理局)(FDA)快速通道指定
。Moderna还研发针对流感、COVID 和 人类呼吸道合胞病毒（RSV） 的三联疫苗。2021年先後在日本、韓國以及澳洲成立子公司。
2022年8月26日，莫德纳指控辉瑞制药和BioNTech联合研发的新冠疫苗侵犯莫德纳mRNA技术专利，並同時起訴這兩家公司。2022年9月，在台灣成立子公司並設立亞洲唯一的mRNA與流感疫苗臨床試驗中心。

## 2019冠狀病毒病疫苗

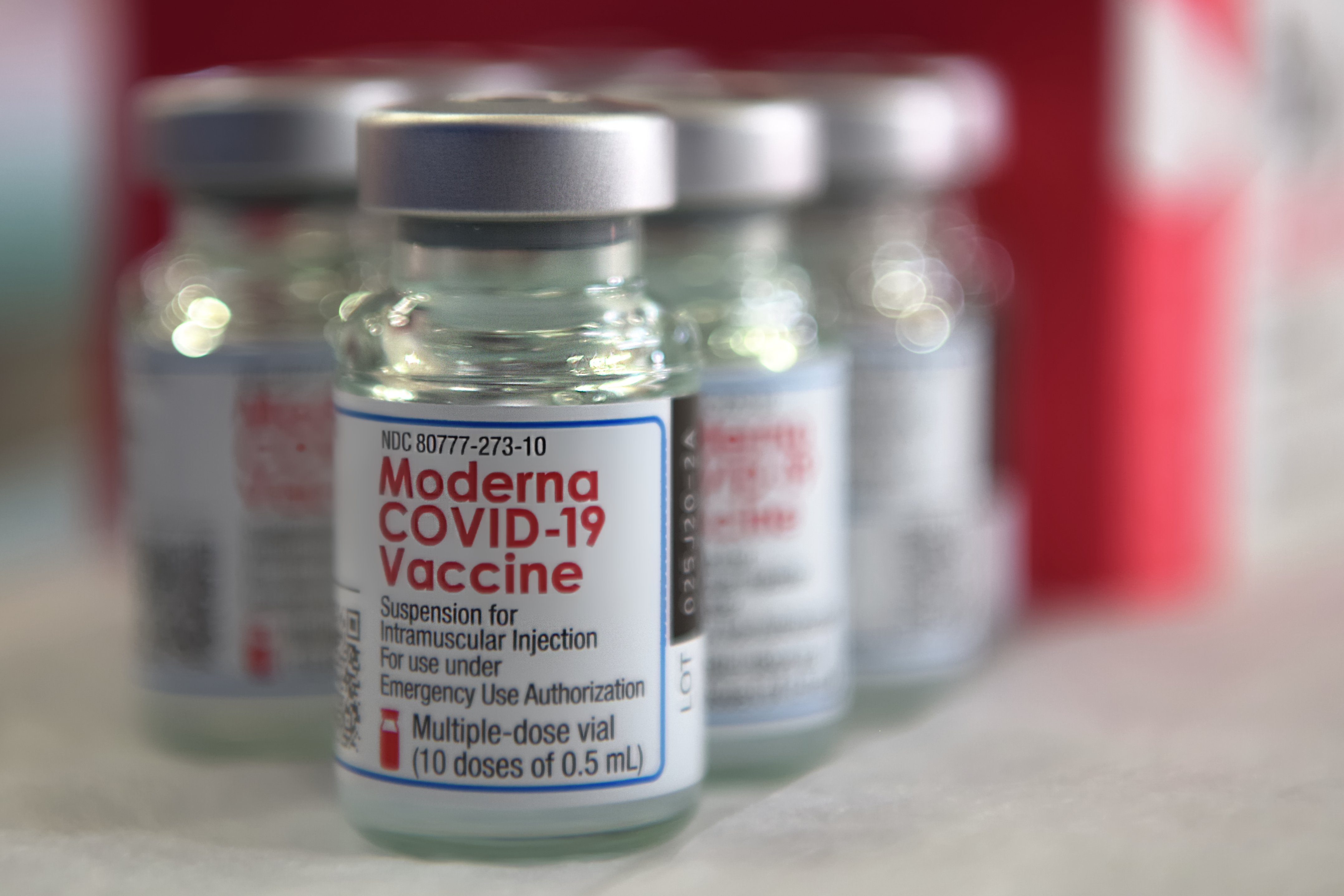
莫德納COVID‑19疫苗的小瓶。

### 設計及臨床I至II期試驗
2020年1月，莫德納宣佈將會開發一款能夠誘發針對SARS-CoV-2的免疫力的RNA疫苗mRNA-1273。mRNA-1273能夠通過編碼天然存在於SARS-CoV-2表面的預融合穩定刺突（S）蛋白來誘導對SARS-CoV-2的免疫力。
2020年3月，mRNA-1273的臨床I期人體試驗開始，美國國家過敏和傳染病研究所為合作伙伴。莫德納與瑞士製藥商龍沙集團簽訂合作協議，由後者提供每年3億劑的產能。
2020年5月25日，莫德納開始臨床IIa期試驗，共招募600位成年志願者測試疫苗的安全性和疫苗誘發的抗體水平差異。
2020年7月14日，莫德納的科學家發表了mRNA-1273的I期劑量遞增臨床試驗的初步結果。結果顯示，依劑量不同，最早於注射後第15天，針對S1和S2的中和抗體已被誘發。在所有劑量組中均觀察到輕度至中度的不良反應，如發燒，乏力，頭痛，肌肉酸痛和注射部位疼痛，在大劑量組中更為常見。低劑量的疫苗被認為是安全且有效的，可以進行相距29天的兩次100μg劑量的臨床III期試驗。 

### 臨床III期試驗
莫德納和美國國家過敏和傳染病研究所於2020年7月27日在美國展開臨床III期試驗，計劃招募3萬名志願者並將他們隨機分為兩組——一組注射兩劑100μg的mRNA-1273疫苗，另一組則注射安慰劑（0.9%的生理鹽水）。
2020年11月16日，莫德納公佈其臨床III期試驗的初步數據，顯示mRNA-1273對預防感染2019冠狀病毒病的效力達到94%，副作用則包括類似流感的症狀，如注射部位疼痛、乏力、肌肉痠痛、頭痛等。這並非臨床試驗的最終結果，因為莫德納的臨床試驗計劃至2022年末方有正式結論。
莫德纳聲稱mRNA-1273疫苗在標準醫療冷櫃2--8°C（36--46°F）環境中，可儲藏至多30天；在零下20°C（−4°F）的環境中可儲藏至多4個月。

### 緊急使用授權
2020年11月30日，莫德纳公司宣布将于当日向美国食品药品监督管理局（FDA）申请该疫苗的緊急使用授權（EUA），并向欧盟药品管理局等全球多家监管机构提交了滚动申请。莫德纳表示到2020年底，该公司预计将在美国运送约2000万剂疫苗，2021年有望在全球生产5至10亿剂。
2020年12月18日，美國食品藥品監督管理局（FDA）批准了mRNA-1273的緊急使用授權。這也是莫德納第一款獲得FDA批准的產品。